# Терабайт
Тераба́йт (Тбайт, ТБ) — кратна одиниця вимірювання кількості інформації, що дорівнює  (240 = 1 099 511 627 776) стандартним (8-бітним) байтам або 1000 гігабайтам.
Назва «Терабайт» загальноприйнята, але неправильна, оскільки префікс тера-, означає множення на 1 000 000 000 000. Для 240 слід використовувати двійковий префікс тебі-.

## Цікаві факти
- В 2016 році комп’ютерні науковці вирішили проблему трійок Буля-Піфагора згенерувавши 200 терабайтний файл на кластері Stampede. Це приблизно дорівнює розміру всіх оцифрованих текстів найбільшої у світі Бібліотеки Конгресу США [1].